# Nicolae Simionescu

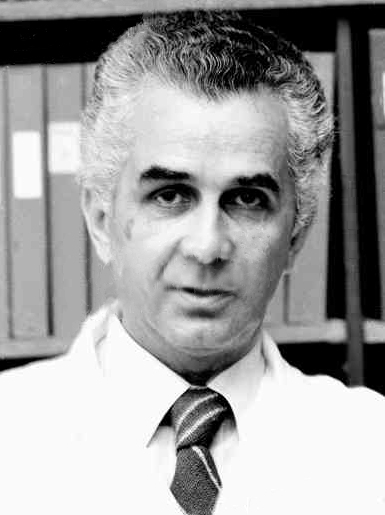
Nicolae Simionescu (1980)

Nicolae Simionescu (* 27. Juni 1926 in Bukarest, Rumänien; † 6. Februar 1995) war ein rumänischer Mediziner und Zellbiologe.
Simionescu schloss 1944 das Saint Andrew Lyceum ab und studierte anschließend Medizin an der Universität Bukarest. Nach seinem Studium  der Chirurgie lehrte er in der Klinik von Professor Ion Jurvara. 1957 wechselte er als Leiter der Morphologie in das endokrinologische Institut, wo er bis 1970 arbeitete und auch seine zukünftige Frau Maya Simionescu kennenlernte. Er zog 1970 in die Vereinigten Staaten, wo er im Labor von George Emil Palade an der Rockefeller University (1970–1973) und dann an der Yale University (1973–1974) tätig war. Dort arbeiteten er und Maya an neuen Methoden, um Gewebe zu fixieren, und Methoden, um Herz-Kapillaren zu isolieren.
1979 gründete er das Institut für zelluläre Biologie und Pathologie in Rumänien, das heute seinen Namen trägt. Zusammen mit seiner Frau Maya trug er mehrere Kapitel zu Histologiebüchern bei und 1990 wurden sowohl Nicolae als auch Maya Simionescu in die rumänische Akademie der Wissenschaften aufgenommen (mit voller Mitgliedschaft 1991). 1994 wurde Simionescu zum Vize-Präsident der Akademie für Lebenswissenschaften gewählt. Er starb unerwartet 1995.